# Neuer Grumbacher Teich

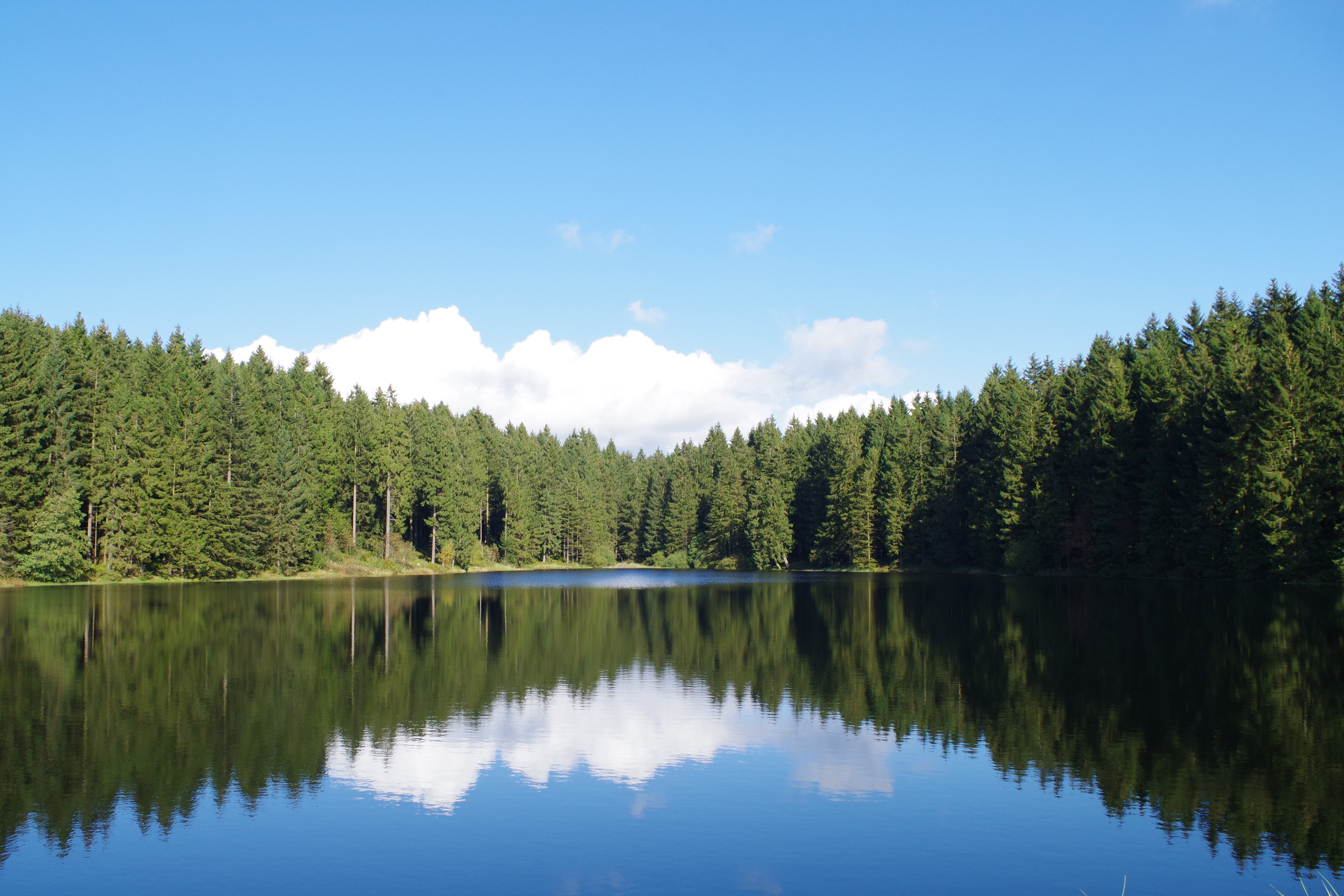
Blick vom Damm auf die Teichfläche

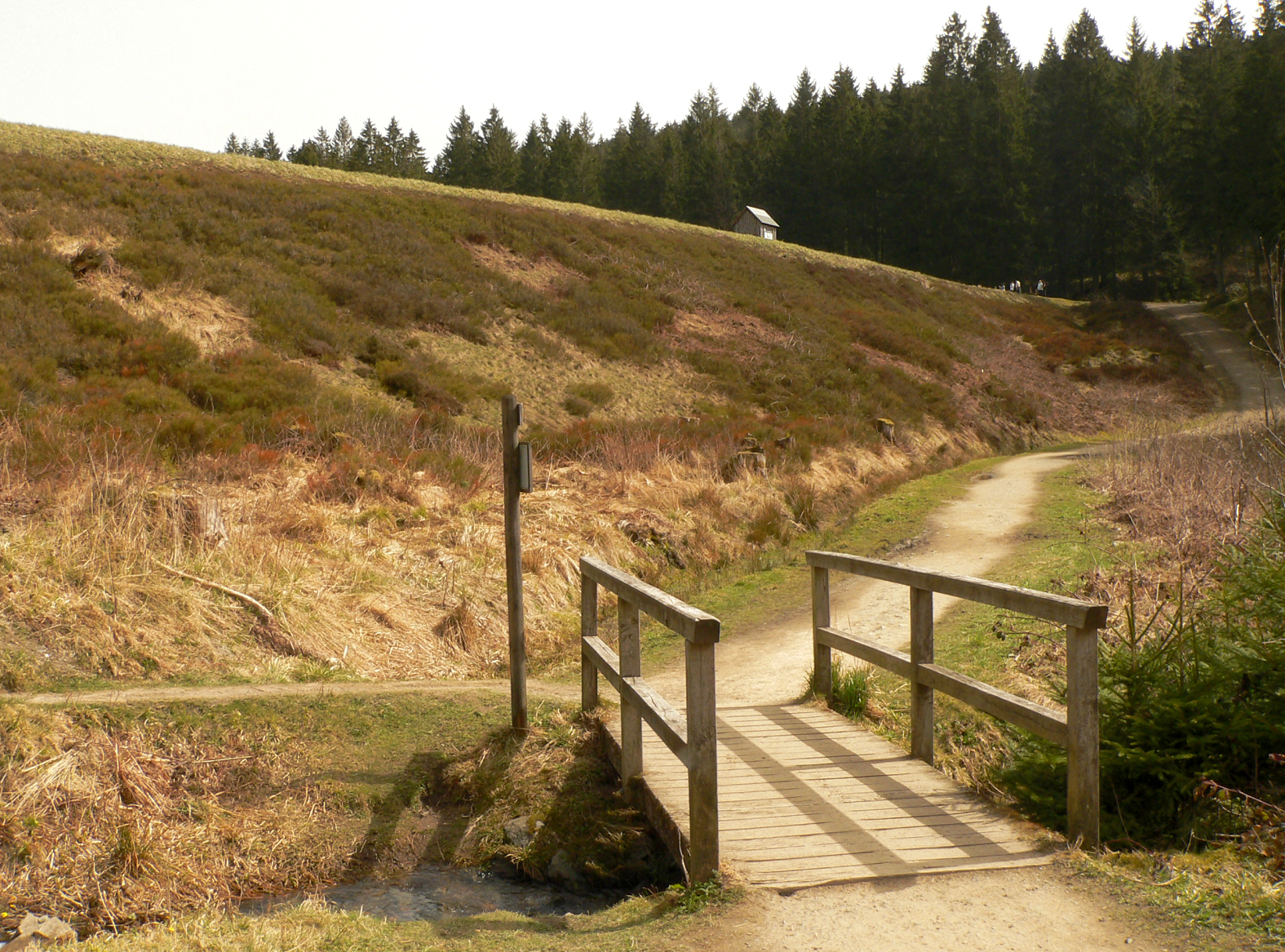
Damm des Teiches, im Vordergrund Brücke über den Ausflutgraben

Der Neue Grumbacher Teich ist eine historische Stauanlage nördlich von Clausthal-Zellerfeld. Er wurde im Zusammenhang mit dem Oberharzer Wasserregal von Oberharzer Bergleuten im 17. oder frühen 18. Jahrhundert angelegt. Wie alle Bauwerke des Oberharzer Wasserregals ist auch der Neue Grumbacher Teich seit dem Jahr 2010 Bestandteil des UNESCO-Weltkulturerbes Bergwerk Rammelsberg, Altstadt von Goslar und Oberharzer Wasserwirtschaft. Er dient heute vor allem der Trinkwassergewinnung für den Goslarer Ortsteil Hahnenklee-Bockswiese. 
Unter Einheimischen wird der Teich auch „Fünfter Teich“ genannt, da er von Bockswiese aus aufwärts gezählt die fünfte Stauanlage darstellt.

## Lage
Der Teich liegt etwa vier Kilometer nordöstlich vom Zentrum des Clausthal-Zellerfelder Stadtteils Zellerfeld und 1,5 Kilometer südöstlich des Goslarer Stadtteils Hahnenklee. Die Stauanlage ist von oben gezählt der zweite von insgesamt sieben Teichen im Grumbachtal. Oberhalb liegt der Auerhahnteich, unterhalb liegen der Obere Grumbacher Teich, der Mittlere Grumbacher Teich, der Obere Flößteich, der Untere Flößteich und schließlich nach einigen weiteren Kilometern der (Untere) Grumbacher Teich. Nach etwa weiteren 10 Flusskilometern folgt unterhalb die 1966 fertiggestellte Innerstetalsperre.
Der Neue Grumbacher Teich liegt mitten im Wald und ist nur zu Fuß über Forststraßen und Wanderwege erreichbar. Der Liebesbankweg führt dicht an der Anlage vorbei, auf dem Damm steht auch eine typische Bank des Liebesbankweges.

## Beschreibung
Wie bei allen Oberharzer Teichen im Raum Clausthal-Zellerfeld wurde der Staudamm als Erdbauwerk, das heißt mit einer Erd- und Felsschüttung, erstellt. Dieses Dammschüttmaterial wurde örtlich gewonnen und ist von überwiegend steiniger Substanz. Verdichtungsarbeit wurde nicht durchgeführt, zumindest liegen darüber keine Abrechnungsunterlagen vor. Das erklärt auch, warum sich die Dämme auch heute, nach mehr als 300 Jahren, immer noch um mehrere Millimeter im Jahr setzen. Die Dichtung wurde an der wasserseitigen Böschung vorgesehen und besteht aus Rasensoden.
Es handelt sich hier um einen Teich der „Neuen Bauart“. Demnach befindet sich seine Rasensodendichtung in der Dammmitte und in der Mitte war auch ein Striegelhaus mit darunter liegendem Striegelschacht konstruiert, von wo aus die Striegelanlage zur Regulierung des Grundablasses bedient werden konnte. Es ist der einzige Teich dieser Bauart im Raum Hahnenklee.
Die Hochwasserentlastungsanlage am rechten (nordwestlichen) Hang ist als offenes Gerenne aus Grauwacke-Bruchsteinen gestaltet und wird von einem Holzsteg für Wanderer überspannt. Bemerkenswert ist die Holzrutsche luftseitig des Steges, die hier als Schussrinne dient, um das Hochwasser schadlos zu Tal zu führen.

## Bauwerkshistorie
Über das Baujahr finden sich recht widersprüchliche Informationen. Da die Neue Bauart erst 1714 eingeführt wurde, kann der Teich eigentlich erst danach errichtet worden sein. Tatsächlich finden sich aber in den Quellen im Niedersächsischen Bergarchiv wesentlich ältere Angaben. Da im Grumbachtal nach und nach mehrere „Grumbacher Teiche“ errichtet wurden, ist es denkbar, dass ältere Angaben bezüglich des Neuen Grumbacher Teiches sich auf einen jeweils anderen Teich, nämlich den seinerzeit neuesten Teich, beziehen. Eine wesentliche Baumaßnahme fand 1733 statt, möglicherweise ist das auch das Baujahr. Im Jahr 1733 war man mit einer offensichtlich schlechten Bauausführung unzufrieden und bestrafte die verantwortlichen Bauleiter mit bis zu drei Tagen Gefängnis „bei Wasser und Brot“.
In den Jahren 1974, 2001 und 2011 wurden Dammerhöhungen zwischen jeweils 10 bis 34 cm durchgeführt, um das Bemessungshochwasser beherrschen zu können.
1982 wurde der Grundablass saniert. Nachdem sich herausgestellt hatte, dass das historische Holzgerenne nicht durch Rohreinschub saniert werden konnte, wurden mittels Rohrvortrieb zwei neue Rohre durch den Damm verlegt, wovon eines seitdem als (selten betätigter) Grundablass dient, das andere als Entnahmerohr für die Trinkwasserentnahme. Beide Entnahmeleitungen werden durch Unterflurschieber betätigt bzw. reguliert. Die historischen Holzgerenne wurden verpresst und auch der Striegelschacht mit Beton verfüllt. Das historische Striegelhaus blieb als Attrappe stehen.

## Einzugsgebiet, Wasserwirtschaft
Das Einzugsgebiet besteht fast ausschließlich aus Wald mit einem geringen Wiesenanteil. Wesentliche Eckpunkte des Einzugsgebietes sind die Berggipfel des Bocksberges und der Schalke mit dem dazwischen auf einem Sattel liegenden Weghaus Auerhahn. Das Einzugsgebiet wie auch die gesamte Stauanlage befinden sich aufgrund der Trinkwassernutzung im Wasserschutzgebiet. Die Bundesstraße 241 durchquert das Einzugsgebiet von Nord nach Süd.
Wegen seiner Nutzung zur Trinkwassergewinnung sind Baden und Angeln im Neuen Grumbacher Teich verboten.

## Nebenbauwerke
Am luftseitigen Dammfuß steht ein wenig denkmalgerecht gestaltetes Pumpenhaus der Harz Energie. Von hier aus wird das aus dem Stauraum entnommene Wasser über eine ca. 2 km lange Druckleitung zum Wasserwerk in Hahnenklee gepumpt, wo es zu Trinkwasser aufbereitet wird.

## Galerie

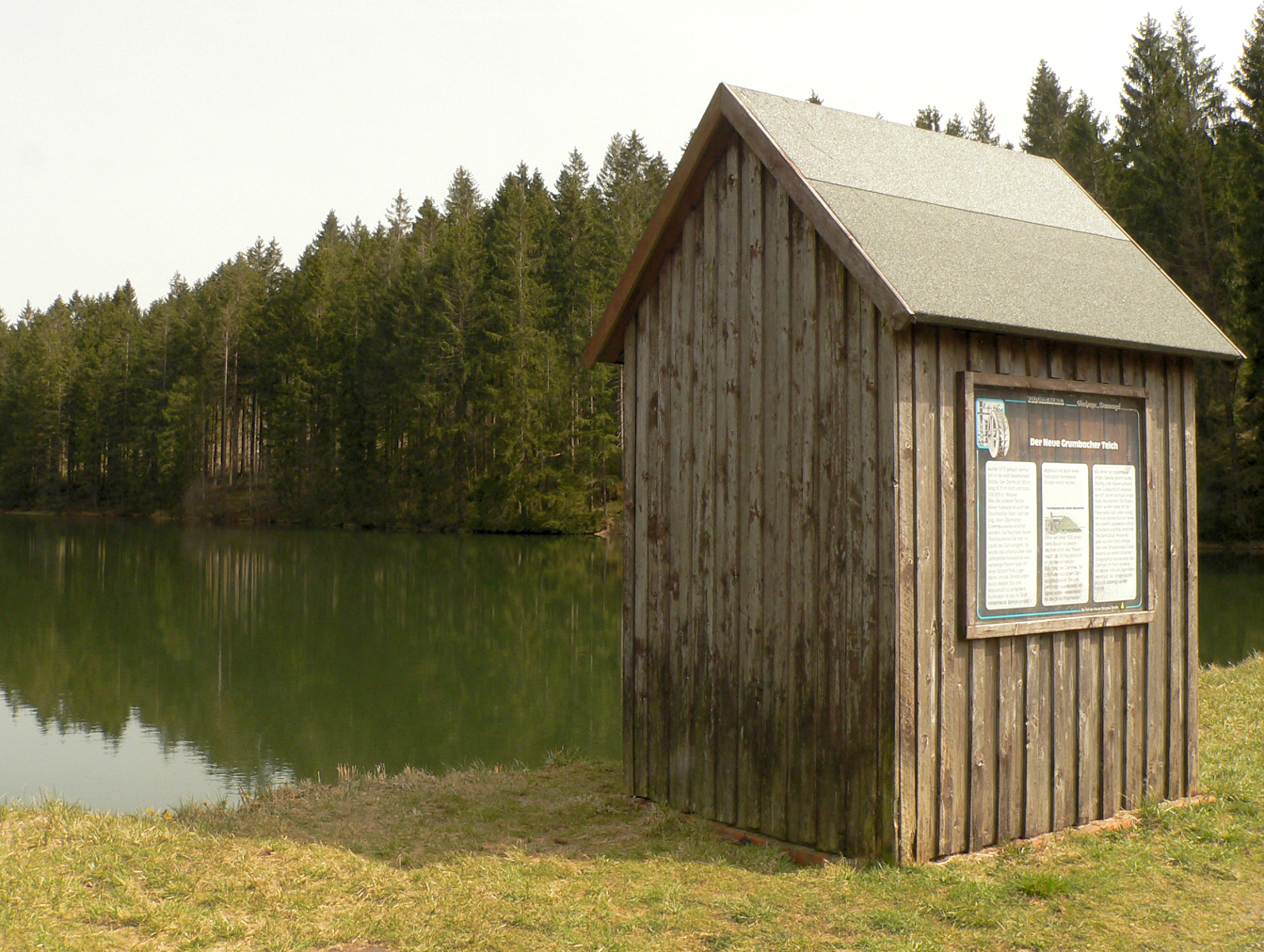
Striegelhaus auf dem Damm
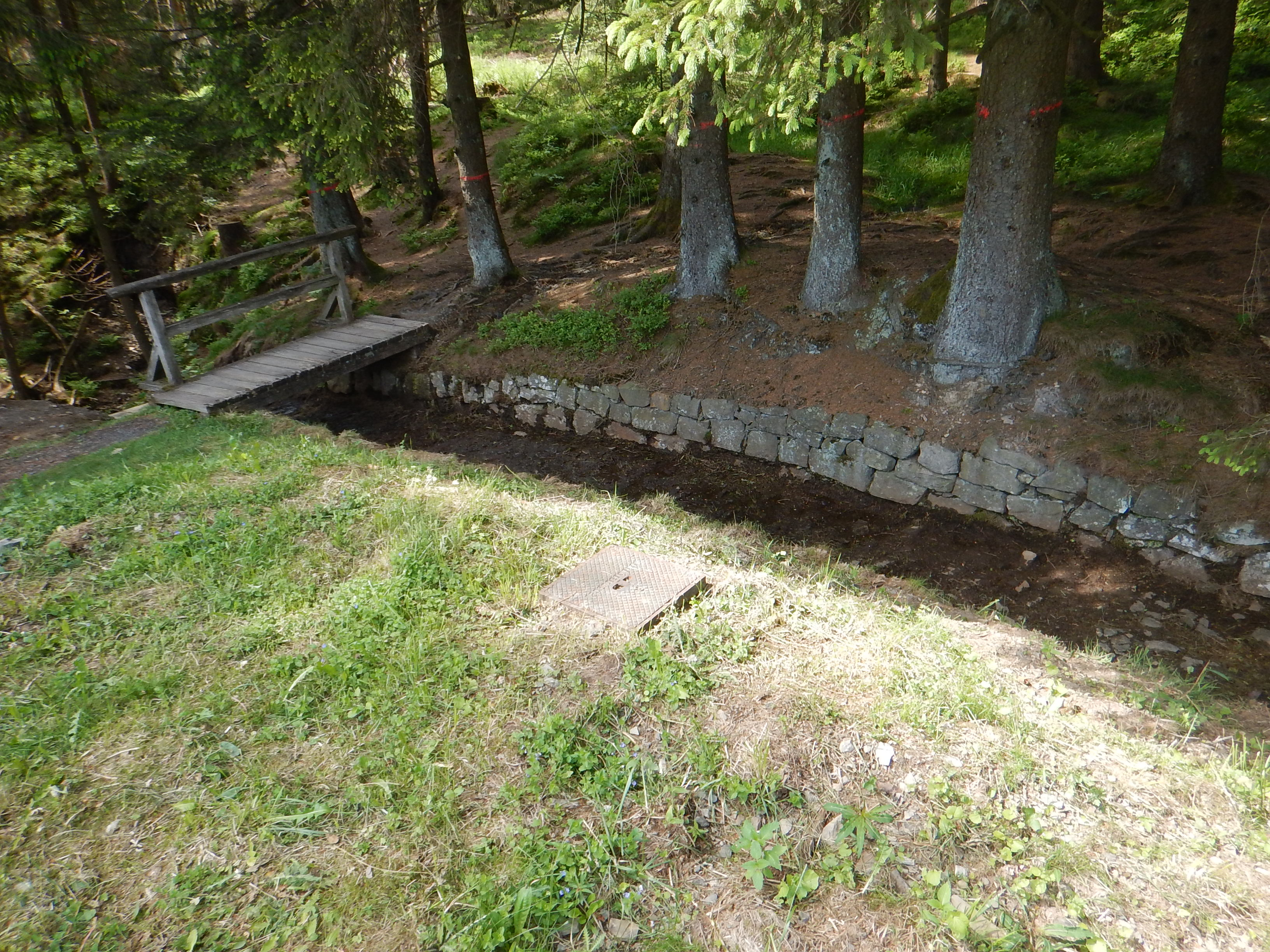
Ausflut aus Trockenmauerwerk
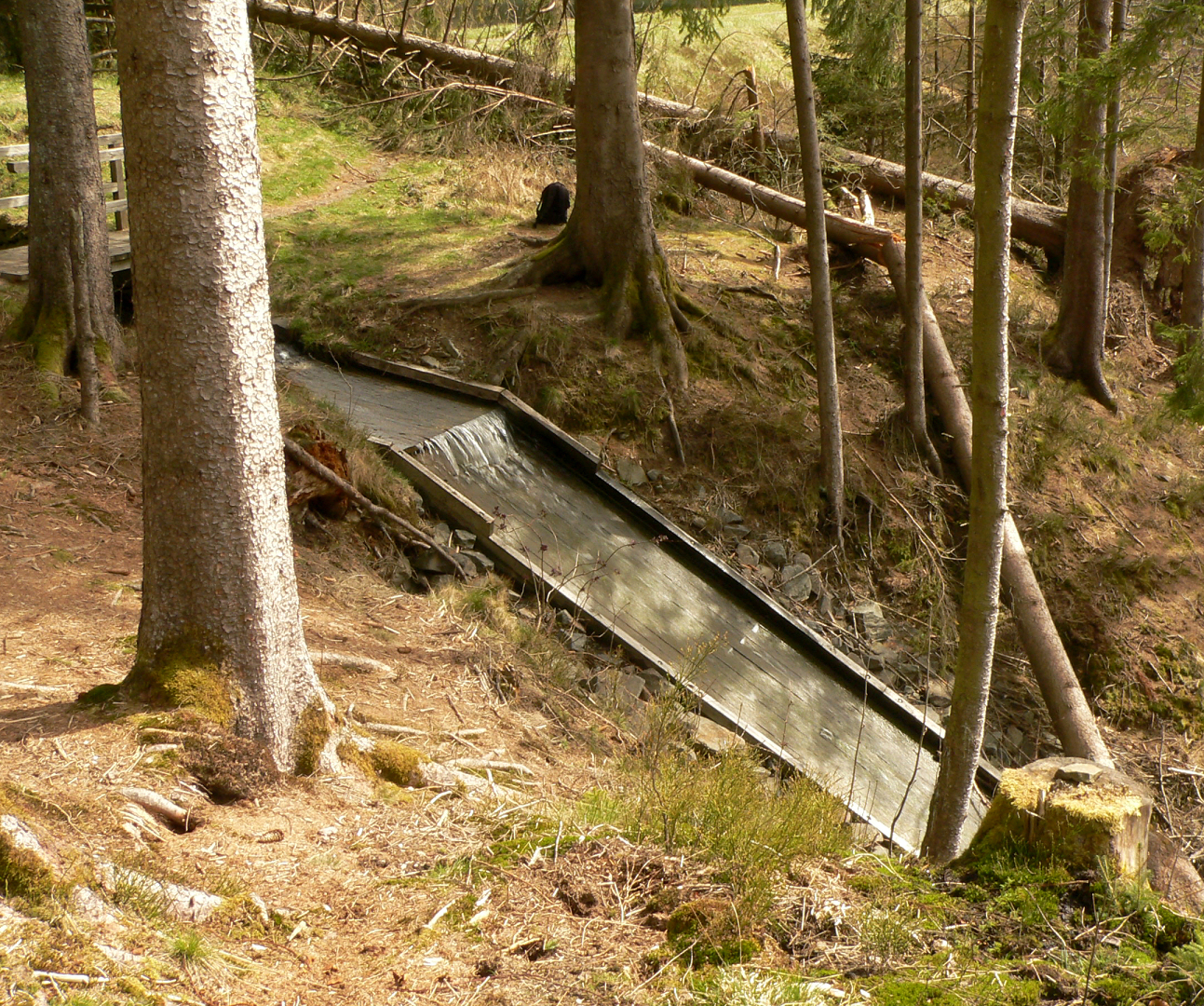
Holzrutsche der Ausflut
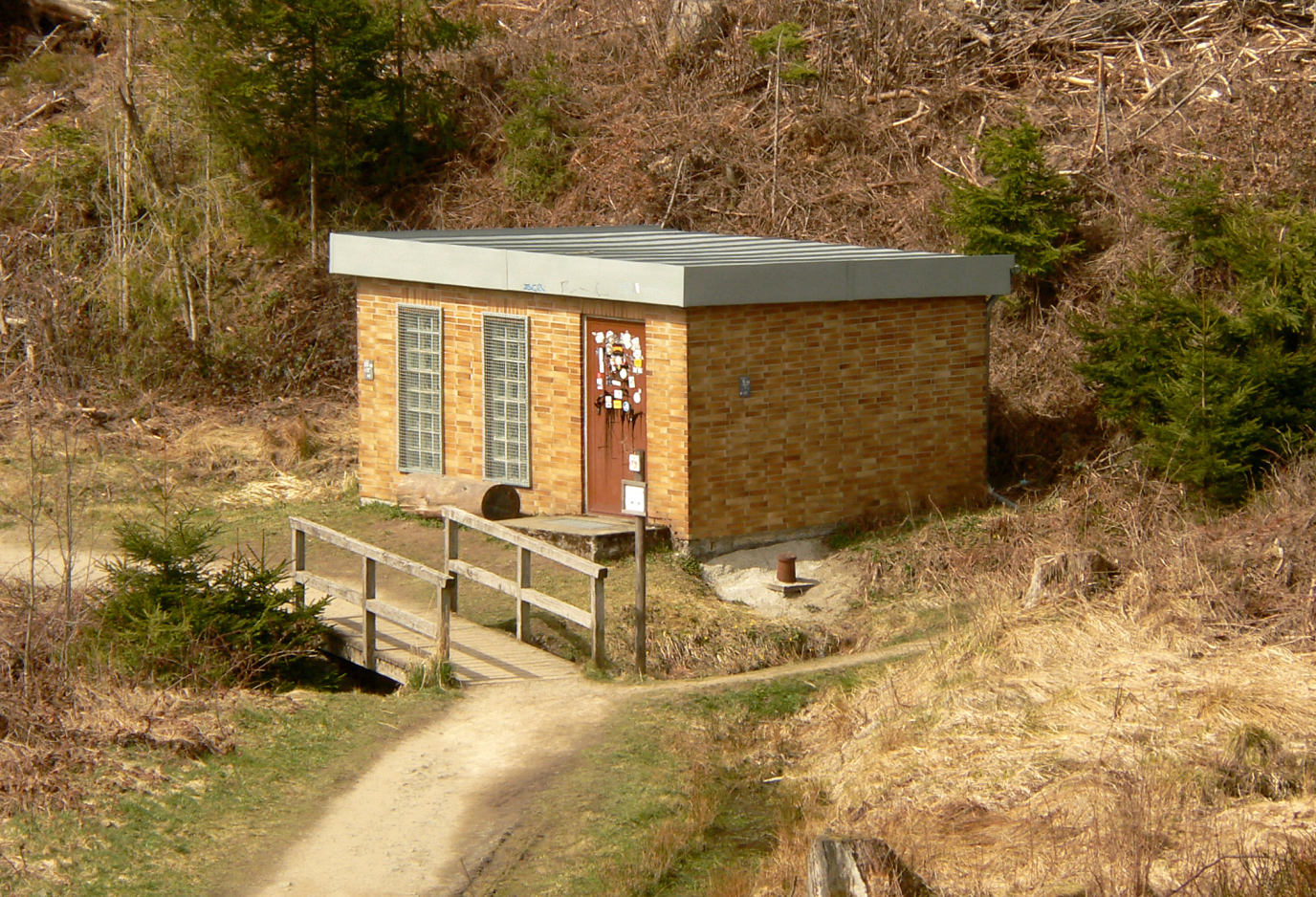
Pumpwerk der Harz Energie am Dammfuß zur Trinkwassergewinnung